# Robert Field (pintor)

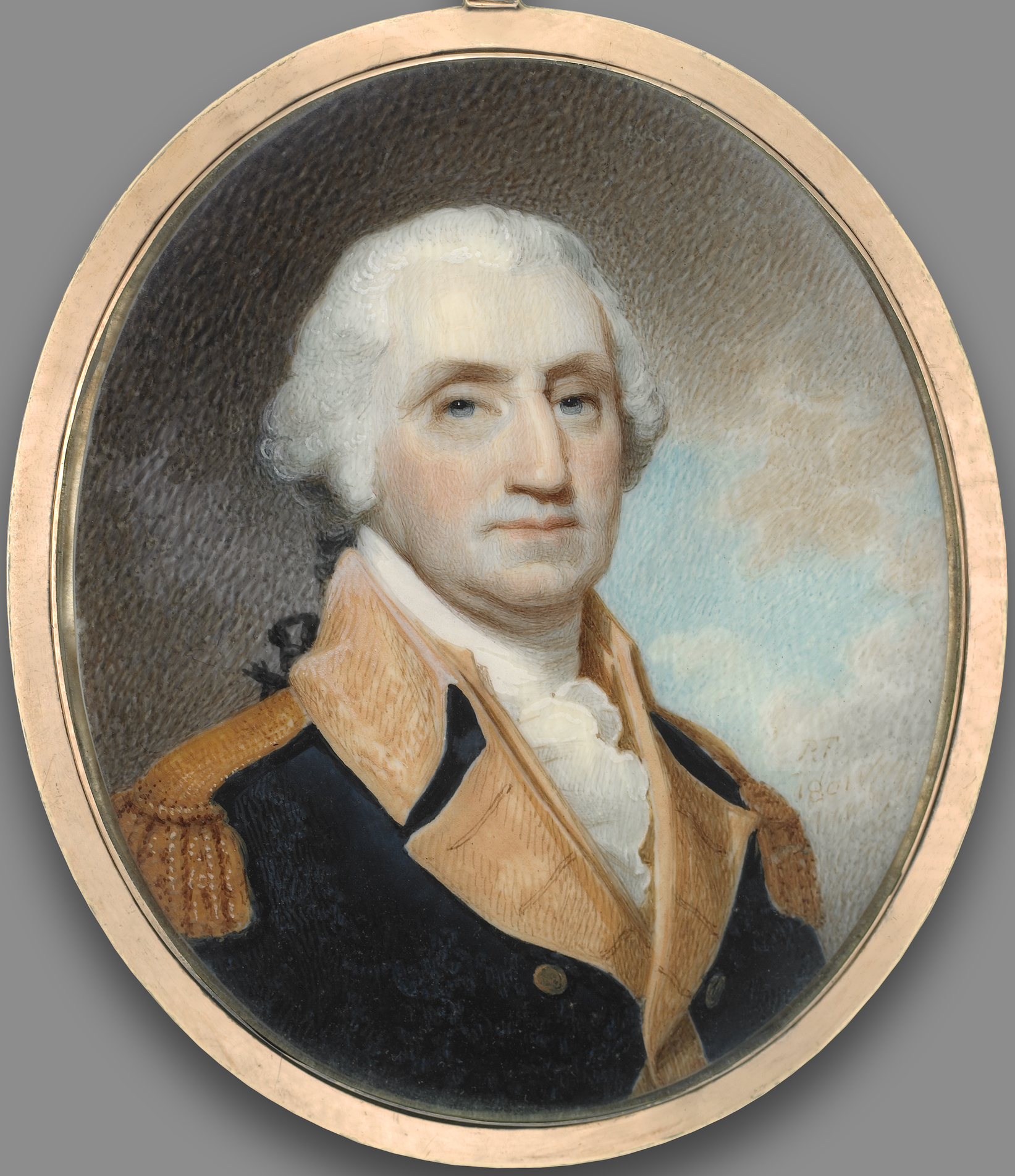
Miniatura de George Washington, obra de Robert Field (1800), Galería de Arte de la Universidad de Yale

Robert Field (1769-1819) fue un pintor nacido en Londres (Inglaterra) y fallecido en Kingston (Jamaica). De acuerdo con la historiadora del arte Daphne Foskett, autora de A Dictionary of British Miniature Painters (Diccionario de miniaturistas británicos) (1972), Field fue "uno de los mejores miniaturistas norteamericanos de su época". Durante el periodo que pasó en Nueva Escocia (Canadá) a comienzos del siglo XIX, fue el pintor profesional más importante de Canadá contemporánea. Trabajó siguiendo el estilo neo-clásico convencional de retrato de Henry Raeburn o Gilbert Stuart. Sus obras más famosas son dos grupos de miniaturas de George Washington, encargados por su esposa, Martha Washington. Estas miniaturas de ambos se conservan actualmente en la colección permanente de la Galería de Arte de la Universidad de Yale.

## América
Recibió su primera formación en la Royal Academy Schools, de Londres, en 1790. En 1794 se trasladó a los Estados Unidos y fijó la residencia en la capital del país en aquel momento, Filadelfia. Una vez allí, se unió rápidamente a un grupo de artistas liderados por Charles Willson Peale en la creación de la Columbianum, o Academia Americana de Bellas Artes, que sería finalmente sustituida por la Academia de Pensilvania de Bellas Artes en 1805.
Fields pasó 14 años en los Estados Unidos, trabajando como pintor de miniaturas en Baltimore, Filadelfia, Washington y Boston; durante este período pintó las miniaturas de George y Martha Washington, Thomas Jefferson y una amplia gama de destacadas figuras de la ámbito social, económico y político de la sociedad estadounidense de la época. Según el historiador Harry Piers, Fields fue uno de los cuatro miniaturistas norteamericanos más solicitados de su época. La propia Martha Washington encargó a Fields en 1800 que pintara un grupo de miniaturas del difunto General y Presidente Washington, a modo de recordatorios para amigos y familiares, en el primer aniversario de su muerte. Field pintó dos grupos de miniaturas de George Washington a solicitud de Martha a finales de 1800, el primer grupo lo muestran vestido de civil y el segundo con el uniforme completo de general.

## Nueva Escocia
Cuando las tensiones entre Estados Unidos e Inglaterra comenzaron a aumentar en el período previo a la Guerra anglo-estadounidense de 1812, Fields se mantuvo en el bando de los lealistas al Imperio Unido y se trasladó desde Boston a Halifax, Nueva Escocia, en 1808. Allí continuó pintando miniaturas, aunque también pintó más de 50 retratos al óleo de funcionarios del gobierno, militares, comerciantes y una variedad de miembros de la "aristocracia" de Halifax. Entre otros, pintó los retratos del Obispo Charles Inglis, el exteniente gobernador Sir John Wentworth, Sir George Prevost, Sir John Coape Sherbrooke, el Almirante de la Flota de Sir Provo William Parry Wallis o Sir Alexander Forrester Inglis Cochrane, vicealmirante de la Marina Real Británica (Royal Navy) (este último retrato se exhibió en la exposición de la Real Academia en Londres en 1810).

## Jamaica
En 1816 se trasladó a Jamaica, estableciéndose primero en Montego Bay y, posteriormente, en Kingston. Falleció el 9 de agosto de 1819, al parecer de fiebre amarilla, y fue enterrado en una tumba sin lápida en el antiguo cementerio de West Ground, ahora llamado el "Cementerio de los Extranjeros", cerca de la iglesia parroquial de Kingston.

## Galería

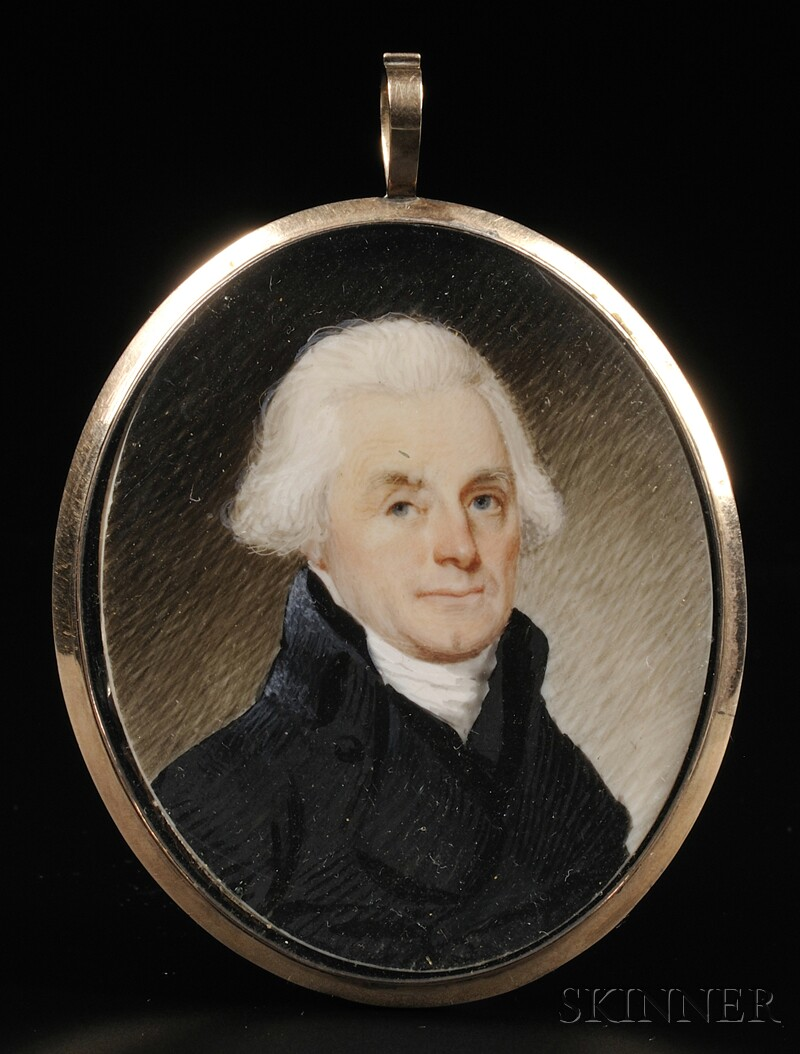
El Presidente estadounidense Thomas Jefferson
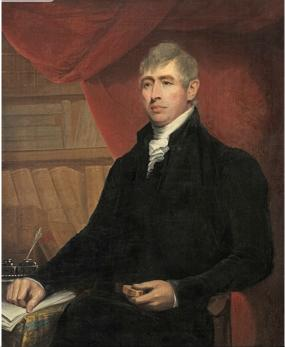
Richard John Uniacke (1811)
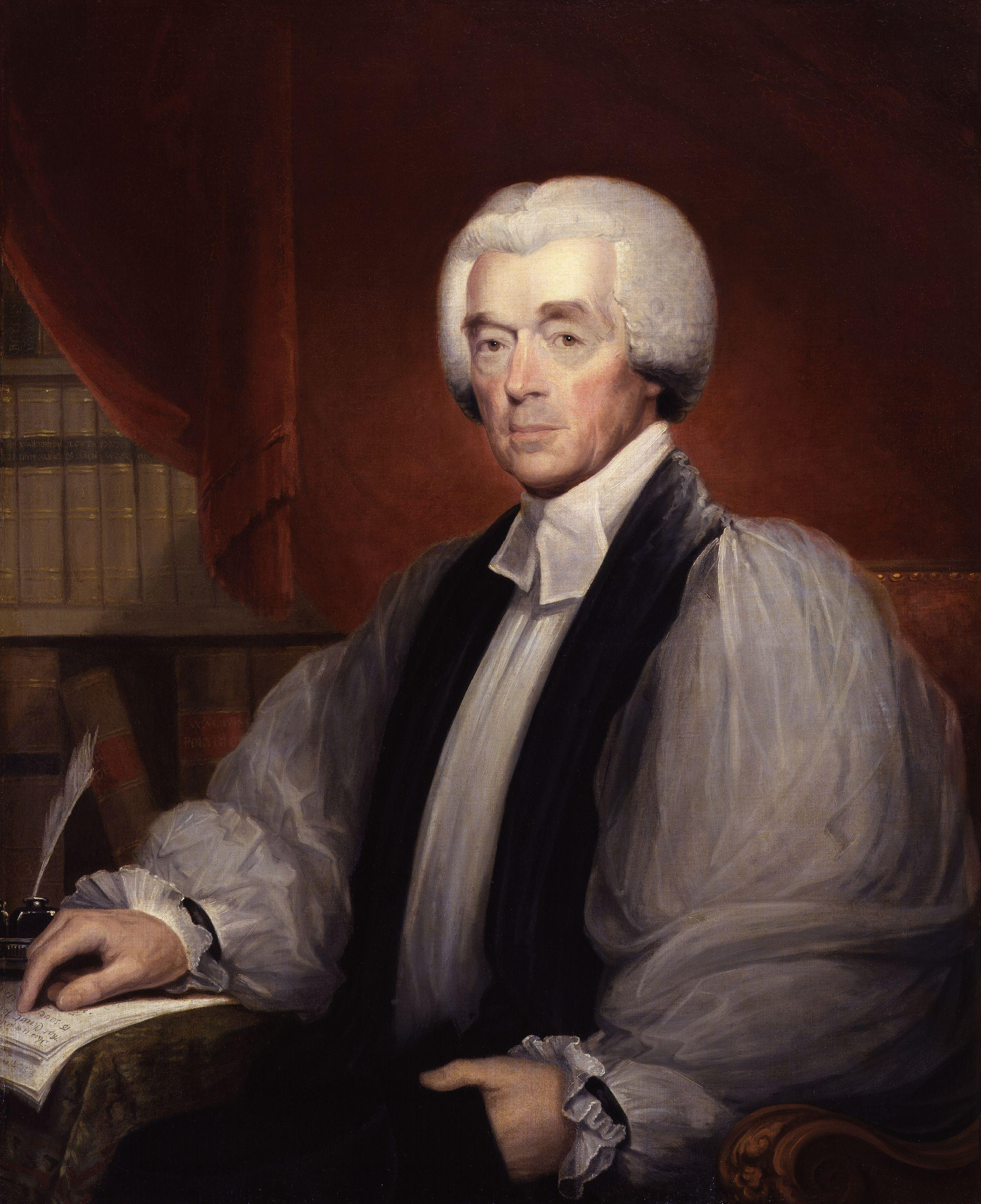
Charles Inglis (National Portrait Gallery, Londres)
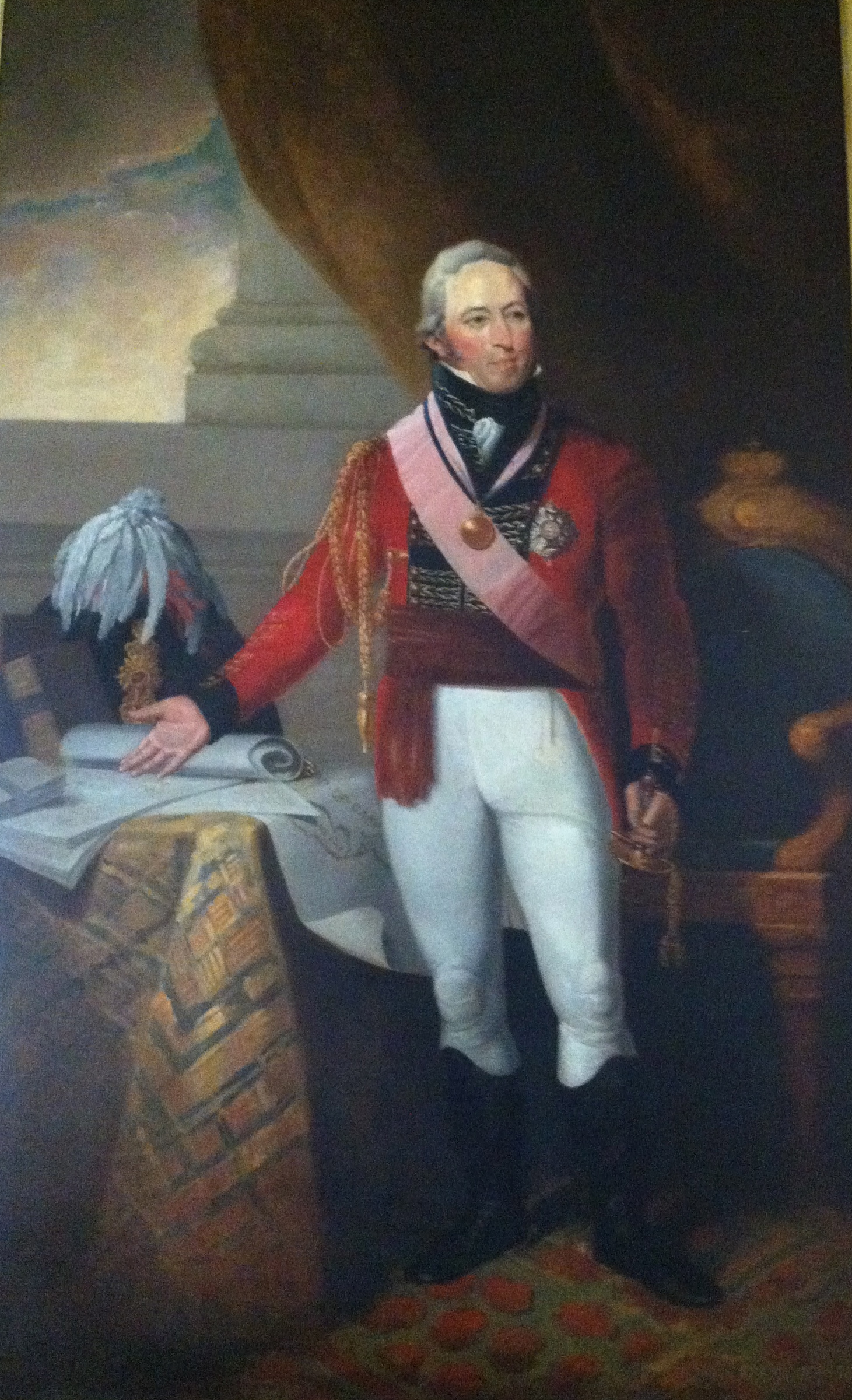
Sir John Coape Sherbrooke (Halifax Club)
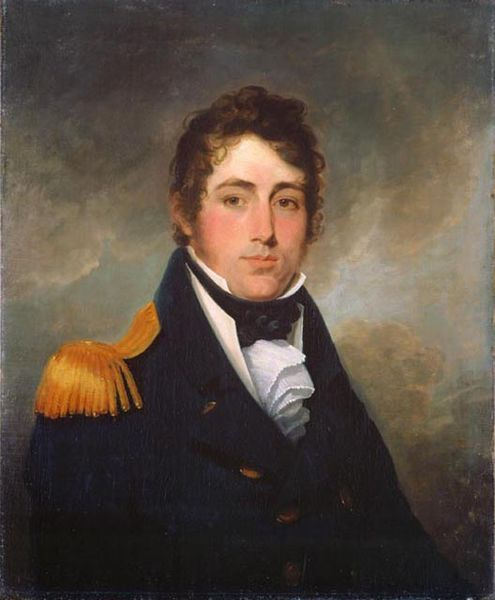
Provo Wallis, (Galería Nacional de Canadá)
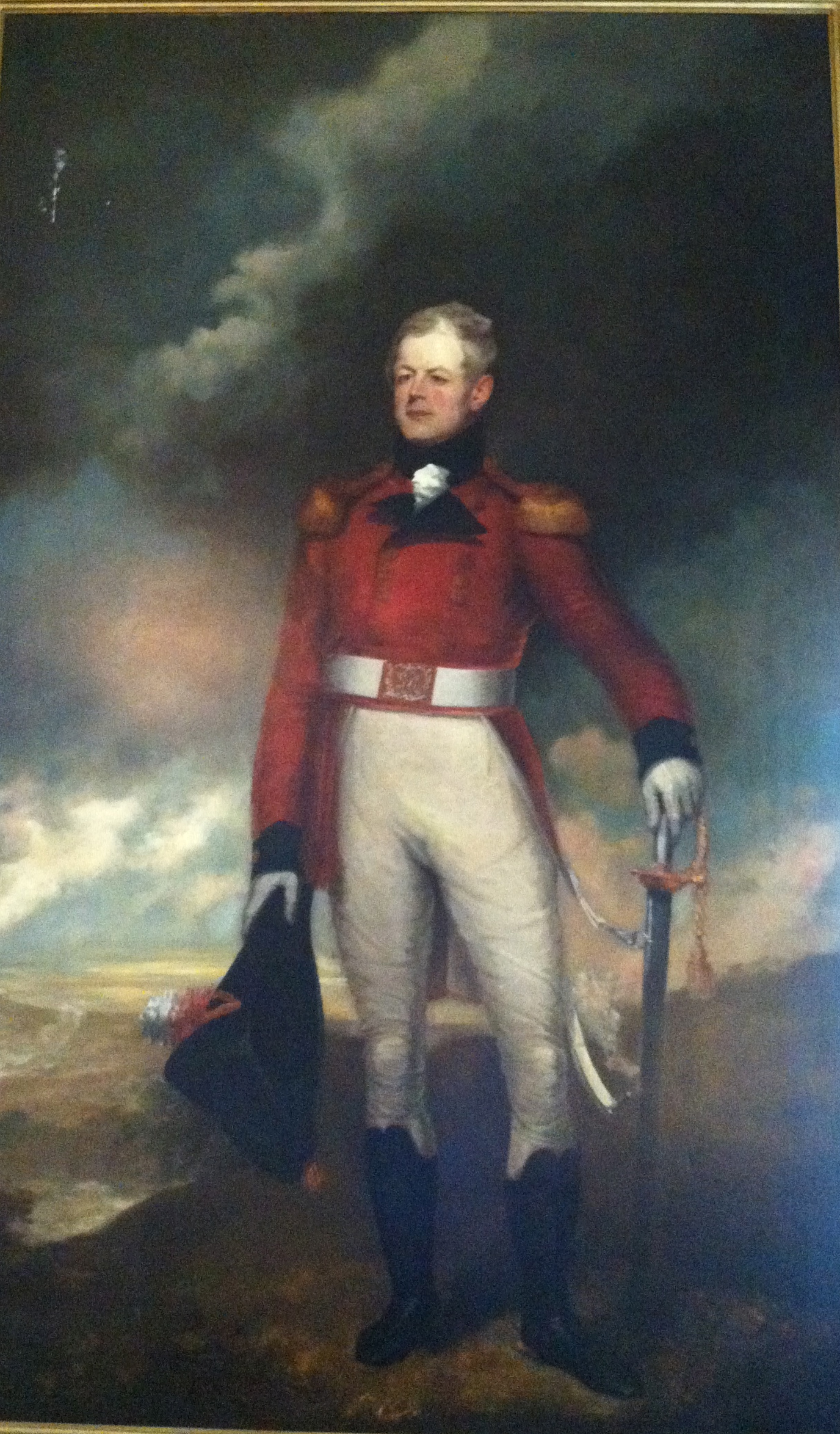
Sir George Prevost, El Halifax Club, Nova Scotia
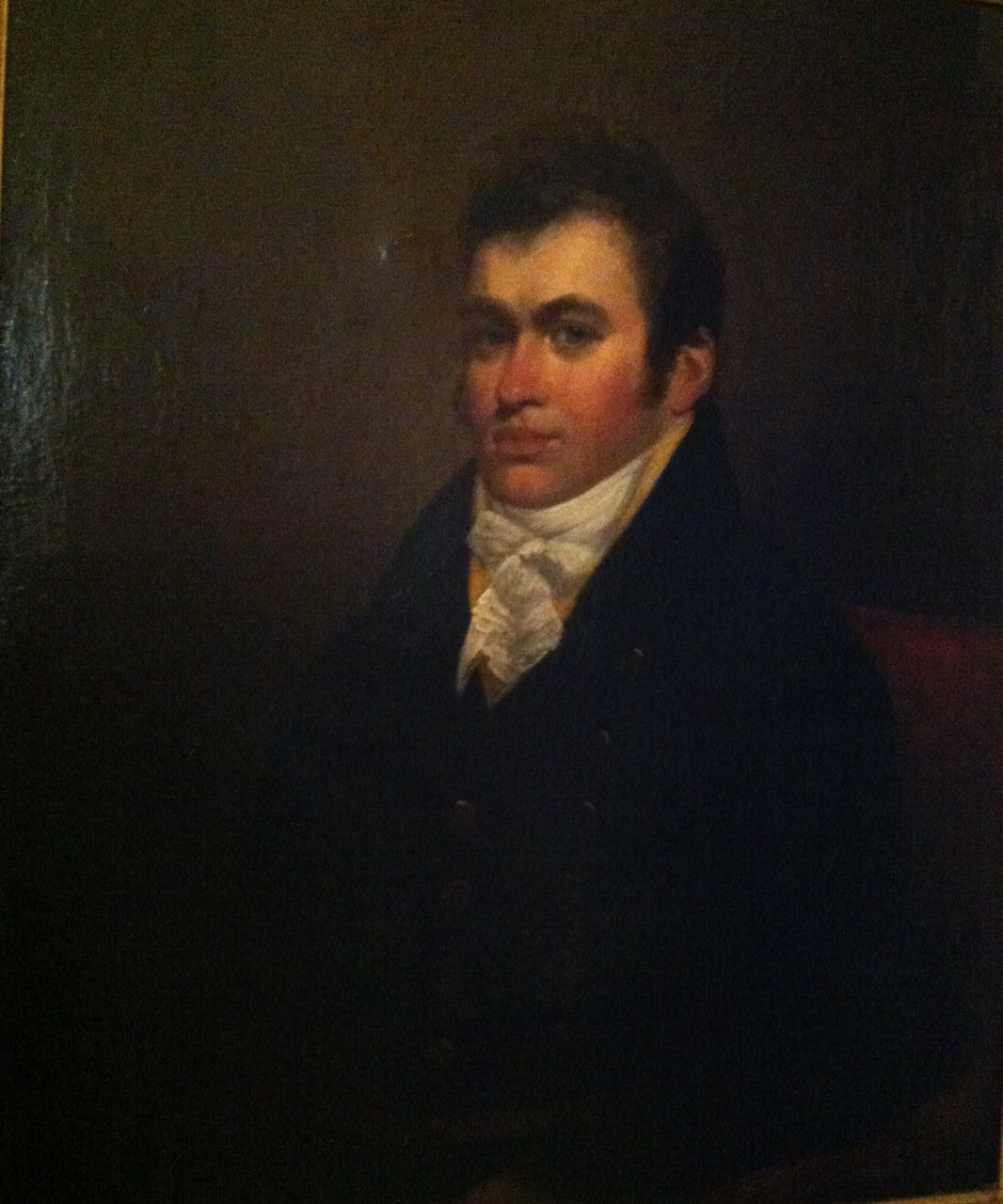
Matthew Richardson (comerciante), Casa de Gobierno (Nova Scotia)
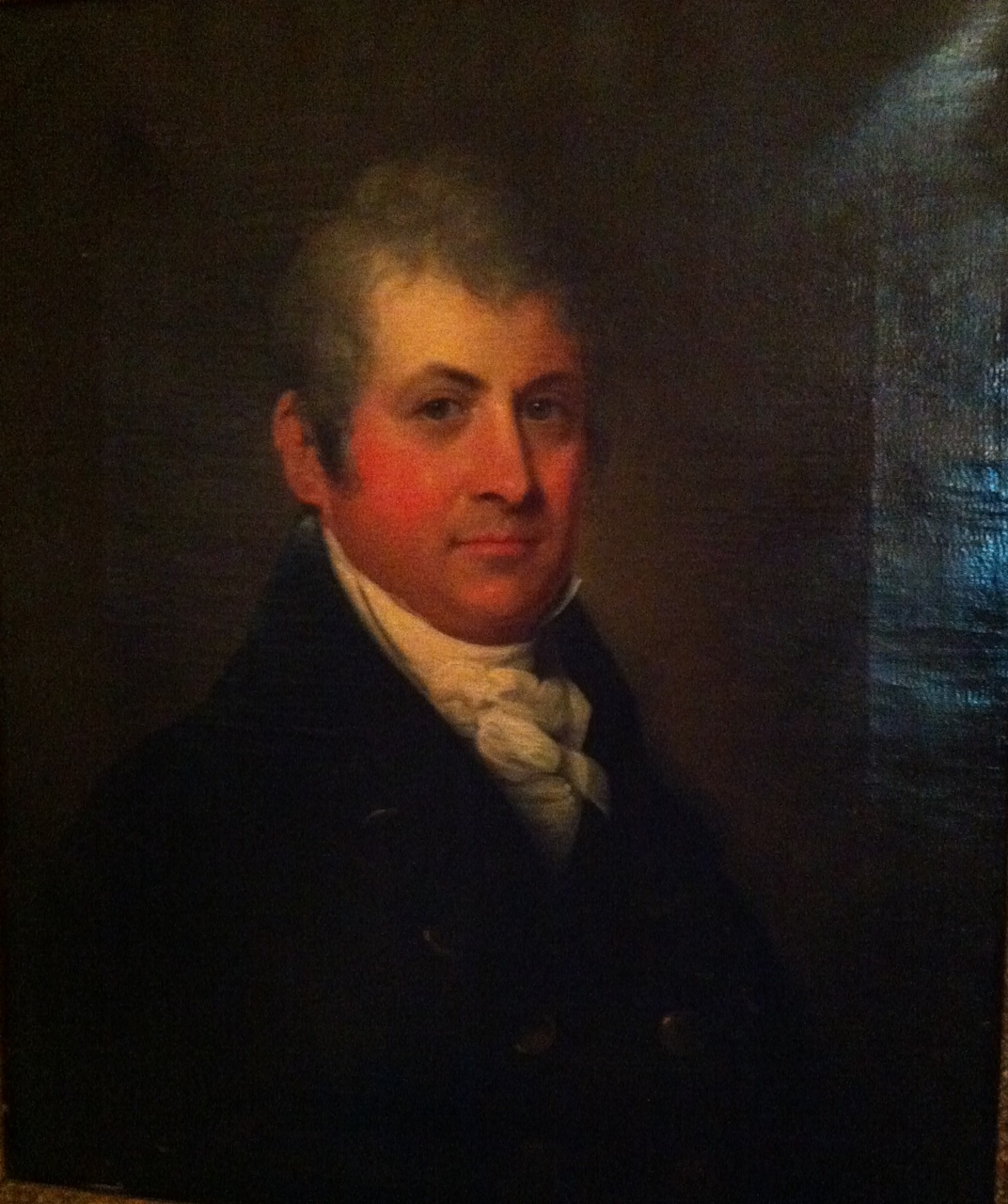
Andrew Belcher, Casa De Gobierno (Nova Scotia)
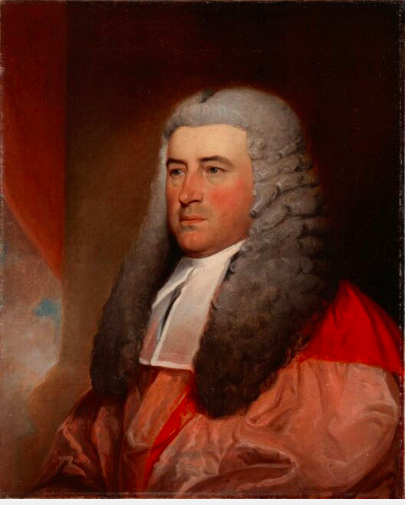
Sir Alexander Croke (Galería Nacional de Canadá)
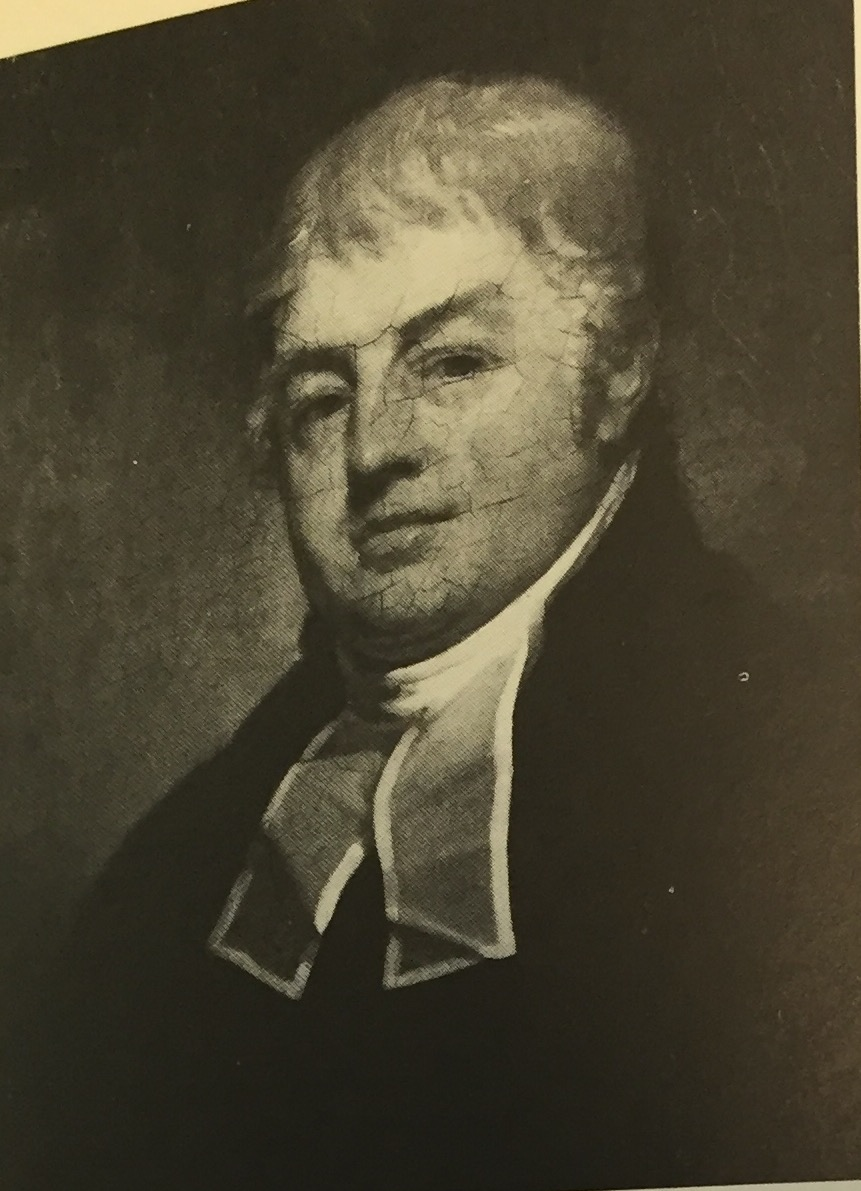
Rev Archibald Gris
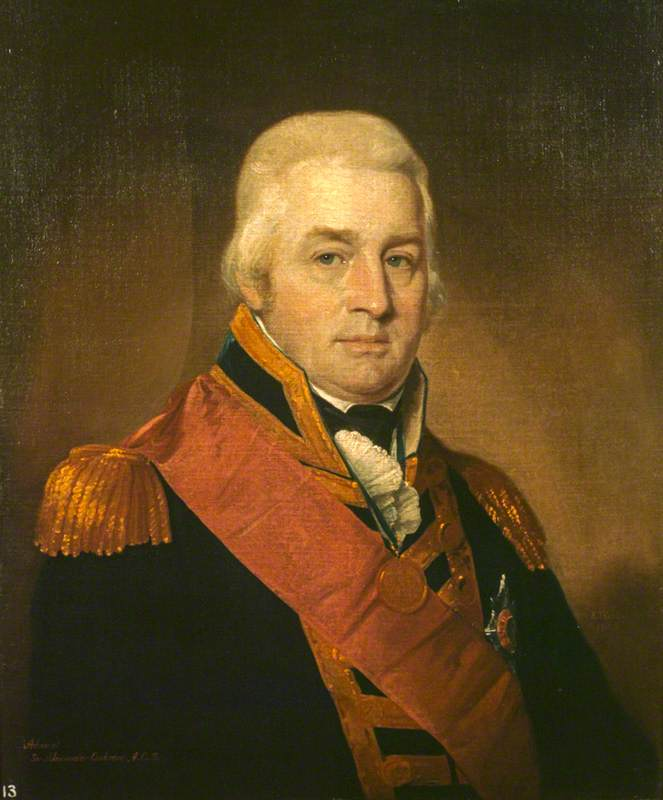
El Almirante Sir Alexander Cochrane

## Otras obras
- Brewer John Lewis, National Portrait Gallery, London - founder of Richmond Park[4]
- Mrs. George Washington
- John Merrick (architect), (Province House)
- Sir Alexander Cochrane[5]
- Sir Edward Parry
- Commissioner John Nicholson Inglefield
- Hon. Michael Wallace
- Hon. Lawrence Hartshorne
- Hon. Charles Morris, 3rd
- Adam DeChezeau
- Rev. Dr. Archibald Gray and Mrs. Gray
- Andrew Wrightand sister Mary
- Dr. William J. Almon
- Hon. James Fraser
- Judge James Stewart
- Sir John Wentworth, 1st Baronet
- Dr. John Halliburton
- Charles Geddes
- John Bremner[6]
- Captain Thomas Maynard, R. N.
- Rear Admiral Herbert Sawyer
- Hon. William Lawson (banker) (Bank of Nova Scotia)
- Dr. Joseph Prescott
- Dr. Mather Byles
- Captain Nicholas Thomas Hill